# モリのアサガオ
『モリのアサガオ』は、郷田マモラによる日本の漫画作品。

## 概要
死刑制度をテーマに取り上げたヒューマン作品。刑務官や死刑囚、被害者家族などの心の交流や葛藤が、綿密な取材に基づき描かれている。
平成19年度第11回文化庁メディア芸術祭マンガ部門大賞受賞。
2010年、テレビ東京にてドラマ化され、10月18日から12月20日まで放送された。さらに、生野慈朗監督、ギャガ・コミュニケーションズ配給による映画化が発表され、2010年公開予定とされていたが、その後の続報は無い。
2021年から、電子書籍で続編『モリのアサガオ2』が発表されている。

## あらすじ
新人刑務官となった及川直樹は、なにわ拘置所のG棟に属する死刑囚舎房に配属される。深く反省している者やしていない者、自らの罪を罪とも思わない者、無気力な者など死刑囚の性質も様々であった。そんな彼らと接していく中で、直樹は死刑制度の是非について深く考えるようになる。それとともに、死刑囚・渡瀬満との心の交流を深めていく。ここでは、原作を主として執筆する。

## 登場人物

### 主要人物
及川直樹 看守
本作の主人公。1981年8月10日生まれ。
大阪市根古田区なにわ拘置所（ドラマ版では東京西拘置所）の死刑囚舎房の処遇部に配属された新人刑務官。山本憲人元死刑囚の息子として生まれ、及川正道元刑務官の養子になった。人一倍優しい性格のため、養母・佐和子は刑務官として務まるか心配している。
少年時代は野球チームに所属していた。後述の渡瀬とは同年代で、優秀が故に他校にまで名が伝わる彼といつか同じマウンドに立ってみたいと憧れを抱いていたが、渡瀬とその家族に降りかかった不幸が原因で叶わぬ願いとなった。なお、渡瀬が現代の復讐鬼としてワイドショーなどに取り沙汰された際も、ぬるま湯につかって生きてきた自分とは違うとしてその生き様に憧れていた時期があった。共通項が多いが謎も多い渡瀬には強い思い入れを抱いており、親身になってその心を探ろうとする。その後渡瀬とはお互いの共通項である野球を通して心を通わせていくことになる。
韓国旅行に誘われ（ドラマでは恋人の沢崎麻美が勤務先の新聞社にソウル転勤を勧められたため下見に誘った設定）、パスポート取得に必要な戸籍謄本を取得したところ、山本憲人元死刑囚と藤間貴子の息子、正道と佐和子の養子であることが判明した。復讐殺人については肯定はしていないが、同情的である。
沢崎麻美
及川の恋人。東陽新聞社会部記者。原作では、及川と途中で絶縁してしまう。
芯の強い性格。事件被害者や遺族への対応がなっていないことを日頃から憤慨している一方で、復讐殺人については、「どんな理由があっても許されない」としている。
吉岡小春
満の妹。旧姓は渡瀬。児童養護施設「竹の花園」職員。
心優しい性格。幼い頃に両親を目の前で殺害されて以来、事件の後遺症として失声症を患っている。

### なにわ拘置所

#### 処遇部
谷崎俊幸
副看守長。マイホームパパ。「刑務官は死刑囚の身の回りの世話をしたり話相手になったりするサービス業」と考えている。死刑囚に対しサディスティックな里中とは死刑囚の処遇に関して悉く対立している。
里中和明
看守部長。大学院生の時に交際相手がレイプされた末に殺害された過去を持つ。「復讐の連鎖を断ち切るためにも死刑は必要」と考える死刑肯定派で、死刑囚や及川に対してはサディスティックに当たる暴君。実母が持病で入院加療中のため、星山の処刑の際に執行メンバーから外されたことを酷く悔しがっていた。
望月加奈
及川よりも少し年上。当初は及川に想いを寄せていたが、渡瀬との固い友情を見て「付け入る隙がない」と諦め、その後は別の会社員と結婚した。
後藤了
体育会系の主任看守。迫や熊井を威圧したこともある。星山の処刑の際に星山が絶叫しながら死んでいったことに対し、「国の命令とはいえ殺人の片棒を担いでしまった」と罪悪感に苛まれ休養した（後に復職。なお、原作では休養のエピソードはない）、確定死刑囚の青山が冤罪でありながらも死刑を受け入れている事に感動して、死刑囚を平等に扱うことを信念としながら、青山の贖罪の手助けを特別にしている。
岡田敦史
ヒラ→主任看守。原作のみの登場。星山を及川と一緒に改心させる。星山の処刑の際に星山が絶叫しながら死んでいったことに対して罪悪感に苛まれ、退職。
若林勇三
看守長。被害者やその遺族のためにも死刑は必要であると思っているが、同時に自分の罪を心から反省している加害者を死刑に処するのが本当に正しいかどうかは答えが出せないでいる。最終話で定年退職。

#### 上層部
拘置所所長
福田健吾が迫と面会したいと言う事を及川と申し出て、看守長の若林が責任を持つという事で承諾した。深堀の処刑の際も、「及川を立ち会わせろ」という深堀の要求を呑み的確な対処をしたうえで立ち会わせた。
及川正道
直樹の養父。元なにわ拘置所所長。長年子宝に恵まれなかったため、藤間貴子から直樹を引き取り、養子縁組を結んだ。直樹の大学の卒業式に佐和子が付いて行ったことを「過保護だ」と批判した。

#### 確定囚
ここでは、「囚人の名前　番号」の順で示す。

渡瀬満　290号
本作のもう1人の主人公。1981年8月15日生まれ。
及川とは5日違いの生まれの同年代である。少年時代に及川同様野球をしており、彼にとって憧れの人だった
将来有望株として名が他校にも売れており、少年期の及川もいつか彼と同じマウンドに立つことを夢みていた。将来プロ野球選手になることが確実視されていたが、中学3年の時に強盗に入った田尻勝男に両親を殺され、自身も右肩を刺されて野球の出来ない身体となった。その後は9歳年下の妹・小春と共に施設に預けられた。
田尻の死刑を待ち望んでいたが、村雨が心神喪失を訴えて有期刑となってしまう。その後は田尻に復讐を果たすため、工場で働きながら左腕を鍛える日々を送り、10年後に田尻が元妻の実家にやってくるを知り、待ち伏せして彼を日本刀で斬殺した（現場では、原作では雪が降っていたが、ドラマでは雨に差し替えられている）が、この際に有歌も巻き添えにしてしまった。
1年逃亡の末に出頭し、裁判では当初、田尻が娘を抱えていたことを認識していなかった（過失致死）と供述、世論の同情もあり情状酌量が認められる寸前まで裁判を進めるも、「田尻から妹を守るため、娘が一緒にいることを分かっていて殺害した」と証言を翻したため、死刑判決が下る（2人の殺人罪と銃砲刀剣類所持等取締法（銃刀法）違反）。その後、村雨に説得されるも本人の希望で控訴をしなかったため、一審で死刑が確定。妹を守るために死刑になったものの、死の恐怖に怯え(後述のように田尻が亡くなった際には、再審請求をしようとした)、また、有歌を巻き添えにしたことは後悔する一方で、田尻を殺害したことについては「やってよかった」と考えていたが、及川と接するうちに罪を反省し死刑を受け入れ、刑務官のことを「先生」と呼ぶようになった（心を開いた後は及川のことを「直樹」と呼ぶようになった）。
「もし生まれ変わったら、また直樹と野球がしたい」と言い残す。処刑直前に言い残したいことを聞かれた際には「何もありません」と答え、及川も携わって死刑執行ボタンが押され、死刑執行。遺骨は小春の元へ送られた。
山本憲人
及川の実父。鶯谷事件の当事者だが、主犯ではない。
小学生時代より優等生であり、川で溺れかけていたところを深堀に助けられ、以後、恩返しに深堀の喧嘩を止めたり、深堀と一緒に教師に謝ったり、勤務先の上司に深堀の採用を頼み込んだりしていた。社長に虐げられていた妻の貴子を助けるために会社に上がり込んだ際、一緒に来ていた深堀が社員3人を殺害し、これに激昂した社長が深堀を灰皿で撲殺しようとしたため、深堀を守るために咄嗟に落ちていた包丁で社長を殺す。山本は、自身、妻、息子の命を救ってくれた深堀に感謝し、身代わりに死刑になることを決意。自身は貴子が社長に虐げられていることに腹を立て、社長と止めに入った社員2人の合計3人を殺害し、深堀は解雇されたことを恨んで社員1人を殺害したと口裏を合わせ、死刑判決を受けた（本来であれば、犠牲者が1人である上、過剰防衛または正当防衛が成立する状況であるため死刑になることはまずないうえ、検察は正当防衛の可能性を捨て切れない以上、有罪率を維持するために不起訴とする可能性が高い）。及川は、船木から写真を渡され「何があっても人を傷付けない山本君が主犯だと聞いた時はびっくりした」と聞き、更に世古から深堀が6人も殺害したことを自慢していたことを聞いたため、山本が主犯であることに疑問を感じ、深堀に真実を聞き出した。山本が収監されていた当時のなにわ拘置所長であった正道は、「立派な男だった」と述べた。処刑の際は「直樹のことを頼みます」と及川の養父でもある正道に頼み、死刑が執行された。
深堀圭造　380号
鶯谷事件の主犯。拘置所の中では世古に次ぐ古株。
小学生時代、川で溺れかけていた山本を助けたことをきっかけに、性格が正反対（ガキ大将の深堀と優等生の山本）であった彼と親友になった。その後は少年院への出入りを繰り返し、どこに勤めても長続きしなかったが、恩義を感じていた山本が上司に頼み込み、彼と同じ鶯谷運送の社員になった。
しかし、勤め先の社長が山本の恋人であった貴子を自分のものにするため、合理化を口実に山本と深堀を解雇にした。その直後、解雇に腹を立てて山本の家でやけ酒していたところ、社長に虐げられて助けを求める貴子の電話があり、激昂して社長を殺害することを決意する。その際、山本の家から包丁を持ち出し、彼と共に会社へ向かった。会社到着後、当初は社長を殴るに留まっていたが、止めに入った社員に投げ飛ばされ、激昂して社員3人を刺殺した。その後、社長に灰皿で撲殺されそうになったところを山本が止め、社長を殺害。山本は深堀のおかげで自身、妻、子供（及川）の命が救われたことに感激し、身代わりに死刑になると決意した。その後は山本が社員2人と社長を殺害して自身は1社員人を殺害したと口裏を合わせ、自身は懲役12年、山本は死刑となった。仮出所後、娘である市川百合に面会を拒否され、立腹していたところ通行人と肩がぶつかり、激昂して3人を次々に殺害。被害者が多いこと、再犯であることもあり死刑判決が下った。及川に対し、山本のことを「あんなお人好しは見たことが無い」「世界一の大馬鹿野郎だ」と冒涜するかの如く嘲笑った。
処刑前日、娘と面会し、涙を流した。その際、処刑されることを悟り、自分が殺した人間の名前を繰り返しつぶやいた。処刑の朝も、「やっぱりお迎えがきたか」と素直に処刑場へ向かうが、途中で及川がいないと分かると豹変、「及川に会わせろ」と暴れだす。しかし、及川に会った際は暴れるのをやめ、彼に「長生きしろよ」と言い残し処刑された。
なお、深堀の大好物である「プチプチプッチン」はドラマでも登場し、番外編でカールのチーズ味との記載がある（包装はオリジナルと思われる）。
世古利一　490号
一家4人を殺害した強盗殺人犯。拘置所の中では最古参。
「俺、まだ死ななくていいんだよな?」が口癖。及川が着任した際はぎこちない靴音＝いつもと靴音が違うことから処刑されると思い込み、「殺さないでくれ」と絶叫した。死刑確定直後は荒れていたが、その後舎房では弔いの気持ちから仏の貼り絵を作っている。世古は、この償いの途中で貼り絵が完成しないまま処刑されたら地獄に堕ちると恐怖心から、単純に死ぬことよりも償い切れず死ぬことに恐怖を抱いている。しかし、何度も取り乱して破いてはその後貼り直し、また破くを繰り返し、4年経っても完成していないため、深堀からは「延命措置のパフォーマンス」などと言われている（世古が貼り絵を破く度、若林から「貼り絵が全部完成するまでは世古利一の死刑を執行しないことを誓う」という趣旨の念書を渡されている。無論これに効力はない）。実際、ドラマでは赤石の冤罪判明による出所時に「実は俺も冤罪なんだ」と言い、深堀から「何で冤罪なのに罪の償いしてるんだ？やっぱり延命措置じゃねえか」と突っ込まれた。深堀の処刑後は、若林から深堀の仏の貼り絵を作るよう頼まれるが、未完成のまま死刑執行されることになる。
「もし死刑が無ければ、殺人鬼のまま地獄に堕ちていたと思います」と遺書に記し、処刑の呼び出しの際は怯えながらも、恐怖心に耐えて処刑場へと向かった。
石峰明　520号
作中における最初の執行囚。
7人の女性を強姦・殺害した。反省の様子は無く、死刑確定の順番から「あと最低3年は生きられる」と思っていた（1年に一人ずつ処刑、世古→深堀→石峰 の順番のようである。ドラマ版では「3年」が「5年」に変わっている）が、及川配属日の翌朝に処刑された。その日は及川は他の死刑囚に自身の様子が違うことから石峰の処刑に感づかれる可能性があることから別の課へ行くよう言われていた。女性の乳房の形をしているという理由で大福が好物だが、処刑の前日に配られた際には持ってきた及川に散々悪態を吐いた結果、怒った及川に没収されて食べ損ねる。及川本人は大福を取り上げたことを後悔しており、次の日にこっそり与えようとしたが、既に処刑されたことを知り、好物を最後に食べられないまま死んでいったと思い込み落胆するが、処刑の直前に振る舞われた際に泣きながら美味しそうに食べていたことを知った際には安心していた。
なお、処刑の際、手錠・目隠し・足の拘束をしていない及川の想像だったからである可能性が高い。
香西忠伸　150号
元不良グループのリーダー。通りがかりの高校生とグループから抜けようとしたメンバー2人の計3人をリンチして殺害した。死刑確定後も荒れていたが、自分自身の過ちを悟って、被害者遺族に謝罪の手紙を書き続けた結果7年経った後に返事が届いた。しかしそれを読んで、より一層自分の罪が償いきれないものであると思い知り、死んで詫びようと大量の便箋を飲み込んで自殺を図る。その際に刑務官に発見（ドラマでは及川が発見）されて一命を取り留めた。その後は写経に勤しむようになった。後に処刑、番外編で処刑の描写が描かれる。処刑の際にも改心したときと同様に穏やかに処刑されていった。なお、ドラマ版では処刑される描写は描かれていない。
星山克博　780号
無銭飲食を咎められたことに逆ギレ、食堂を経営していた倉持家の3人を殺害した。舎房では趣味として、木で家の模型を作っていた。幼い頃に両親が離婚し、母親に引き取られたが、その母親も星山を捨てて別の男の下へと去った過去がある。餓死寸前のところを「竹の花園」に引き取られ、日々を送った。成人となり事件を起こした後、初めはその事件について反省しないばかりか遺族までも侮辱する態度をとっていたが、親に捨てられたことから「幸せな家庭」を夢見ており、また嫉妬していた。その後、及川が倉持家4人の人形を作るという働きかけで、両親がまだ仲が良く自身も愛されていた4歳の誕生日を思い出し、食堂一家の「幸せな家庭」を自らが崩壊させたことと自分の境遇とを重ね合わせて、混乱して暴れながらも、落ち着きを取り戻した後に多恵子に謝罪の手紙を送った。多恵子が亡くなった後は供養のために事件現場となった食堂の模型を製作していたが、更生した矢先に死刑執行命令発令、模型は未完成のまま処刑されることとなった。処刑日の2日後に楠見が面会に来る予定だったらしく、処刑の際に呼び出されたときは「面会は明日じゃなかったっけ？」とぼやき、面会へ行く道がいつもと違うことから死刑執行を悟った。処刑場に連れて行かれる際に、駆けつけた及川に「ありがとう、人形を作ってくれて」の言葉を残した（及川はこの段階では処刑場に入れない）。処刑のときは恐怖により悲鳴を上げ、看守達らに取り押さえられて死刑執行された。執行後の遺体は納棺され、竹の花園にて荼毘に付された。
笹野武　310号
模範囚。刑務官のことを「先生」と呼ぶ謙虚な性格。
中学生の息子が同級生にいじめられ自殺したが、学校がいじめが原因であるとは認めなかったため、それにより学校や区を相手取り訴訟を起こすが、勤務先の印刷工場から区の印刷物の仕事が無くなったことを告げられ、退職を余儀なくされ、妻とも離婚した。それから1年後、公園でいじめの加害者の中学生3人組が別の生徒をいじめている所を偶然目撃する。いじめられていた生徒がその場から逃走した後、3人組が笹野の息子をいじめていた時のこと、自殺したことを談笑しているのを見て逆上、落ちていた木製バット（3人の持参物）を拾い、衝動的に3人を撲殺した。殺害したことを後悔する一方、渡瀬満の影響で「仇討ちは死刑に値するほど本当に悪いことなのか？渡瀬や自分は本当に死刑になるほど悪いことをしたのか？」と感じたため、減刑を求めて再審請求するが、殺した生徒の両親が毎年笹野の息子の命日に墓参りしているのを知り、再審請求も取り下げた。最終話の時点ではまだ死刑執行されていない。
青山功　930号
原作のみの登場。冤罪囚。元は小さなデザイン事務所の社長であり、美大時代の友人、大木和徳と共に事務所を設立。保険金目当ての殺人を疑われていたが、実は主犯は彼ではなく大木であり、青木は罪を擦りつけられ虚偽の自白をしていた。しかし、大木が事件の真相を刑務所の仲間に話したことが、刑務所研修に参加していた後藤に知らされ、再審が行われている。死刑執行命令や判決は出ていない。
迫仁志　770号
7年前、「うるさくて勉強の邪魔になった」という理由で、野球部の中学生8人を蔵に閉じ込め焼殺した。反省の色はなく、自分の罪を自慢するナルシストで、渡瀬に無視された時には「挨拶ぐらいしろよ！親の敵討ちがなんぼのもんじゃ！カッコ付けてんじゃねえぞ！こっちは8人も殺してるんだ！」と怒鳴った。文通を通じて獄中結婚した西田に対しても傍若無人な態度を取る。被害者遺族として面会に来た福田健吾に対しては「処刑される前に楽しんでやる」と言って舌を出した。
原作では処刑される前にガンになり、死ぬ寸前に西田に対して遺族に申し訳ない旨を伝えてほしいとの言葉を残し病死する。ドラマでは深堀処刑の時点で処刑されておらず、最終話まで病死のくだりは描写されなかった。
赤石英一郎　970号
強盗殺人の容疑で35年間投獄、32年死刑囚舎房に収容されていたが、再審により無実が証明されて無罪となる冤罪囚。
小学6年の時に両親を亡くし、小学校の恩師・東條松之助の元で暮らす。その後「先生ばかりに頼っていられない」と家を飛び出すが、中学校にも行かず、生活は荒み、暴力沙汰で警察の厄介になることも度々。そんな中、道端でバッグを拾い、東條の財布ことが頭に浮かび（かつて東條の財布を拾い、大変に褒められた過去がある）、交番に届けようとしたところ、その近辺で起きた警察署長夫妻の殺人事件を捜査していた刑事に捕まった。素行が悪かったことや、その時拾ったバッグが署長夫人のものであったことに加え、事件直前にパチンコ店のゴミ箱の割れた瓶で手を怪我していたが、その時の目撃証言が無く、現場にあった血痕と血液型が同じB型であることから犯人であるとされた。刑事に暴行を含む取調べを継続され、ろくに睡眠も食事も出来なかったため、心身共に弱り果てていたところ、掌を返したように豪華な食事（ドラマではラーメン）を振る舞われて虚偽の自白をしてしまい、裁判で死刑判決が下され、3年後に刑が確定。
その後、東條から「お前が人殺しなんかできるわけがない」という手紙が届き、再審請求を始めるがいずれも却下される。4度目の再審請求却下の後、東條が亡くなったため絶望し、自殺も図った。しかし、東條の息子・隆から「父の遺志を受け継いだ」との手紙が届き、一度も会ったことのない人が自分のことを信じてくれていることに感激し、再審請求を続け、無罪を勝ち取った。死刑囚にならなければ荒んだ生活を続けていたであろうが、死刑囚になったことで自分を信じてくれる人の存在や人の優しさを知ったため、「死刑囚になってよかった」と思っている。
猪野貞助　240号
72歳。最年長の死刑囚。熊井とは壁越しに将棋をする仲。子供染みた性格をしており、自分の気に入らないことがあると畳の上で脱糞をしたり、自分の欲しいものを看守達が考え当てるまで断食を続けるなど、刑務官を困らせている。昔は大工をしており、病死した妻の代わりに男手一つで息子を育てていたが、オイルショックにより職を失う。ある日息子が病気になったため、かつて自分が建てた家に盗みに入り、食べ物の窃盗をしようとしたが家主に見つかってしまい、袋叩きにされてしまう。命の危険を感じた猪野は家主を刺殺し逃走するが、翌日に捕まり、懲役12年の有期刑が決定する。54歳で仮出所し、養子に入った息子に会いに行くが冷たく拒絶されてしまう。その後猪野は60歳のときに窃盗で懲役6年の実刑、出所して3年後には通行人に足を踏まれたという理由で再び殺人を犯す。矯正は不可能と判断され、死刑が確定した。ある日息子が18年ぶりに面会に来た際に孫娘の存在を知り、会いたいと頼むが叶わぬ願いと分かり、ショックで壁に頭を打ちつけ血を流し気絶。その後孫のことは諦め、自分の枕を孫に見立てる姿を見せた。後に処刑される。また、熊井と処刑日が同じである。原作にのみ登場。
熊井丈二　810号
猪野の隣の房に収容されている死刑囚で、猪野とは壁越しに将棋をする仲。雀にキングという名を付けて餌をあげている。幼い頃から優秀な養子の兄である正則と比べられており、親の気を引くために万引きや恐喝、暴行などを繰り返していた。その都度母親が熊井を庇っていたが、高校卒業後に家を追い出され、大阪のドヤ街に住みつく。25歳のとき、自分が好きになった女性が自分をいたぶっていた警官と交際を始めたことがきっかけで警官から短銃を奪い射殺する。その後行方をくらますが12年後に福岡でパチンコ店従業員を、その5年後には千葉で学習塾講師を殺害。そして52歳のとき、奈良で殺人を犯した際に捕まる。凶器が同じであったため、すべての犯行が発覚。犯行動機はいずれも最初の犯行と同じだった。最初の犯行は時効になっていたが、残り3件が起訴され、60歳のときに死刑が確定する。死刑確定後に初めて面会に訪れた母から、「あんたが殺人になったのは私があんたを守りきれなかったから」と謝罪をされて涙を流す。それから毎月の初めに必ず母と面会をしていたが、ある面会予定日の前日に母が急死してしまう。落ち込んだ熊井を及川が心配して巡回に来たところ、及川を人質に取り、「母の葬儀に参加させなければこいつを殺す」と警務官たちを脅すが、後藤に気圧されて泣き崩れる。その後保護房に入れられるが、気持ちが落ち着いたため通常房に戻る。後に処刑される。また、猪野と処刑日が同じである。原作にのみ登場。
粂野秀雄　620号
思い込みが激しい性分の死刑囚。16年前に幼馴染2人を殺害したとされていたが、実はそれを目撃した男性も殺害している。あっさり自供したことで死刑が確定し、それから9年が経った矢先、星山が処刑されたことで怯えている。深夜に騒ぎ出したり、食事を残したりと精神が乱れている。新聞を読んで、麻美に会いたがる。会うことは出来ないと分かったときも、手紙を出すことで落ち着いた。月2回、母親が面会に来ている。
平本誠　860号
「正義の味方殺人事件」の犯人。元は普通の会社員だったが、不良にカツアゲされたことが原因で相手を撲殺。そしてその犯罪行為を正当化し、自らを社会の悪を撲滅する正義のヒーローに仕立て上げて計3人を殺害し、逮捕の後に死刑判決が下る。後に死刑執行されるが、最後まで反省の色はなかった。ドラマには登場しない。なお、本作の作者・郷田マモラの別作品、「きらきらひかる」にも登場している。
河野哲郎　120号
元外科医。平本とは気が合うようで、よくつるんでいる。若い女性の患者の家の鍵をつくり、その後各々の家に直接侵入し計5人を殺害。その後死体を写真に撮り、コレクションにするという異様な性癖の持ち主。後に処刑されるが、最後まで反省することはなかった。ドラマには登場しない。平本同様、「きらきらひかる」にも登場している。
荒木明夫　570号
原作のみの登場。死刑囚舎房に入った直後に深堀が処刑されたことで荒れている。以前働いていた鉄工所で手に入れた青酸カリを牛乳に混入させる手口で、10年にわたって8人を殺害、金品を奪って逃走。逮捕後は自供を続け、第一審で死刑確定。左利きで牛乳がトラウマ。「反省すれば早く処刑される」とのたまい被害者の数の紙人形を作るが、及川はそれが12人分なことに不審を抱く。及川が問い詰めたところ、「どうせこれ以上罪を上乗せしたところで死刑より重い罰はない」と、毒殺以外にも「玉良塚村事件」という冤罪事件で一家4人を殺害したことを告白。しかし、「鉈の指紋はちゃっかり拭き取った」「ビクビクしていたが淀野が逮捕された」「この（玉良塚村）事件のことを自供したら裁判が長引く」などと、なおも自己中心的な発言をし、及川を困らせた。親も犯罪者であった。
淀野敏彦
冤罪囚だったが、赤石とは逆に事件解決前に処刑されてしまった。「玉良塚村事件」の疑いをかけられ、死刑判決を受ける。若林も、「（淀野の）公判資料に目を通して淀野は無実だと確信した」と語っている。4度目の再審請求棄却の後、死刑執行。及川は淀野を「荒木の13人目の被害者」と表現した。
すなわち、（元）死刑囚というより被害者という方が近い。
佐能英世　660号
強姦致傷・殺人・遺体損壊の罪で起訴された。裁判で謎の発言を連発したために精神鑑定にかけられたが、責任能力ありと判断されて死刑判決を受ける。死刑囚舎房でも奇行を繰り返す（糞尿にまみれる、壁に頭を打ち付ける、落ちたものに反応しない、父親の死に反応しないなど）が、里中は「詐病」「己の命がおしいために精神疾患を装っているだけ」などと発言。しかし、ある日、及川が人形を佐能の前で落とした際、反応しないはずの佐能がそれをキャッチしたために、詐病だと判断。実は弟を橋から落として死なせてしまった過去があるため。
河口昌利　370号
及川や渡瀬と同い年、野球経験者など共通点が多い。しかし、阪神に見捨てられたという陰口を聞き、激昂して4人を撲殺。裁判でも反省の色はなく、異例の速さで死刑判決を受け、控訴せず死刑が確定。死刑囚舎房へ来て2週間の間で「大変な奴」と刑務官から言われている。毎日わめいて暴れたり他の確定囚が自分の死刑囚舎房を通るたび罵倒したりと、「あんな怖いもの知らずは前代未聞」「深堀以上の凶悪さ」などと恐れられていたり呆れられたりしている。しかし、渡瀬が通るときだけ静かなことに谷崎が疑念を抱く。及川が「（河口は）渡瀬満に似ている」と言うと静かになり、思い出を語りだしたが、及川が被害者の4人のことを口にすると再び暴れだし、及川は河口への接近を禁止されてしまう。しかし、ある日及川は河口に呼び出され、「自分が殺した4人は何を生きがいにしていたのか、どんな夢を持っていたのか」と思い、その後は自分の罪と向き合い、教誨も受けるようになった。

#### 懲役囚
田尻勝男
渡瀬の人生を狂わせた、本作のキーパーソン。
11年前、競馬に全財産をつぎ込んで負け、やけ酒、電車で小春に絡んでいたところを満の父親に咎められ、それに逆上して家まで後をつけて渡瀬の両親を殺害、渡瀬にも重傷を追わせ、事件現場に居合わせた妹の吉岡小春も失声症に至らしめた。死刑が求刑されたが村雨弁護士が心身喪失を訴えたため刑は懲役12年に留まった。その出所後、元妻の実家にやってきて、前園徳子に金を無心するも出さなかったため得子を制圧、娘の前園有歌を気絶させて拉致、コートに包んで歩いていたところを有歌ともども渡瀬に日本刀で殺害された。
大木和徳
無期懲役囚。青山の共犯と裁判では供述していたが、自分が主犯であることを青山と口裏を合わせて隠していただけ。この話を刑務所研修に参加していた後藤から聞いたため、青山は再審請求を決意。
里中の交際相手（美奈子）を殺害した犯人
本名は記載されていない。無期懲役判決を受けた後、自ら命を絶った。里中が刑務官になる動機はこの事件であり、「研究内容が生き物から犯罪者にすり替わった」と語っている。

### 関係者

#### 親族
及川佐和子
直樹の養母。正道が直樹に養子であることを話そうとする度に「幸せな生活に水を差したくない」と止めた。グラブとキャッチャーミットの区別が付かず、正道が直樹に、まだグラブが使えるうちにキャッチャーミットを買ったことを批判した。
山本貴子（藤間貴子）
及川の実母。「藤間」は旧姓。
山本の意志により、死刑執行後は籍を抜いて旧姓に戻る。出産してまもなく及川を養子に出し、正道の力添えもあり喫茶店「パパゲーナ」を開く。正道はこの喫茶店に小さい頃から直樹を連れてきていたが、佐和子は決して来なかった。その事を直樹に尋ねられると、貴子は「産みの母親から子供を奪ってしまった罪の意識からなのでは」と分析する。直樹が全てを受け入れ自立した後、佐和子が喫茶店に通うようになり、直樹、及川夫婦と良好な関係となる。
田尻達男
田尻の弟。息子がいることから既婚と思われる。有歌を妹のように可愛がっていた。兄と姪を殺害した渡瀬と小春を殺害しようとするが、先に小春を殺そうとしたため逆に渡瀬に殺されそうになり「俺を殺しても息子が復讐に来る」と言い、「俺が死刑になるなら小春には手を出さないと誓うか」と聞かれると、「俺が憎いのはお前（満）だけだ」と思い留まった。渡瀬の死刑確定後、交通事故に遭い死亡。
西田夕子
迫と獄中結婚した女性。元銀行員。
獄中結婚した理由はマスメディアには「有名になりたかったから」と答えていたが、実際には、中学2年生の時、彼女自身が起こした実家の工場への放火の罪を着せられ、誰にも信用されなかったショックの余り投身自殺した、同級生の山下と境遇が似通っていて「放火」という点にも共通する迫のことを知り、迫に罪を償わせることで、山下に対する自分の罪の償いをしようとしたためである。
迫の病死後、消息不明。
船木和子
深堀の元妻。深堀とできちゃった結婚し、鶯谷事件の後離婚。深堀とのあいだに一人娘、百合がいる。

### 被害者
渡瀬洋平・渡瀬節子
満・小春の両親。原作の表札に名前がある。田尻が小春に絡んだのを洋平が止め、それに逆上して渡瀬一家の後をつけ渡瀬家玄関で殺害された。
前園有歌
田尻と死別した妻の娘。親権が祖母に移り、亡くなった母が田尻とは離婚し出戻りになったため母の旧姓である「前園」になっている。母の実家で暮らしていたが出所した田尻に「女の子供は金になる」という理由で気絶させられて拉致され、そのまま目を覚ますことなく渡瀬により田尻の巻き添えを食らい斬殺された。
前園徳子
田尻の義母。娘の死後は有歌を自分の家で育てていたが、田尻に金をせびられるも出さなかったために有歌を拉致され、渡瀬に殺害されることになった。渡瀬の逮捕後はテレビの取材に答え涙ながらに「有歌を殺した渡瀬も許せないし、殺されたことも悔しいが、田尻は殺されて当然。最初から（田尻が）死刑になっていれば有歌も死なずに済んだ」と答えた。
香西の被害者の母
香西に殺害された少年の母親。初めは香西を一生許さないと決め、香西から送られた謝罪の手紙を読むこともなく捨てていたが、「息子は香西を憎み続けることを望むだろうか？」「香西のことを息子に知らせるのも自分の役目」と思い、7年経って初めて手紙を読み、香西に返事を書いた。
倉持多恵子
星山に家族3人（両親・祖母）を殺害された女性。事件当時は出前に行っていたため難を逃れた。末期のスキルス胃癌で死期が迫っており、死ぬ前に自分の家族を殺した星山が何を考えているのか、本当に罪を悔いているのかを及川に確認してほしいと頼む。その後、一時は容態が悪化するも、落ち着いた頃に星山からの謝罪の手紙を渡され、それから5日後にこの世を去った。
福田真也
迫が殺害した中学生の弟。迫と結婚した夕子を持っていたカッターナイフで襲い、彼女をかばった及川を刺してしまう（ドラマでは小春を夕子と勘違いし、刺そうとしたところ及川がかばい刺された形となっている）。両親が兄の死の真相を忘れようとしていることに憤慨していたが、両親が事件と向き合っていくことにしてからは仲を修復した。
福田健吾
迫が殺害した中学生と真也の父親。家族でとんかつ料理店を経営。事件直後は他の被害者遺族同様に事件に憤慨していたが、過剰なマスコミからの取材や世間からの同情・憐れみに辟易して転居し、被害者遺族の会にも入らず、事件のことは隠して生活してきており、真也の兄のことも「交通事故で死んだ」と客に話していた。しかし真也の抗議を目の当たりにして態度を改めて息子の事件と向き合うことにし、拘置所に迫に面会しに行ったり、その後法務大臣に対して迫の死刑停止を求めた上申書を提出するなどし、「哀しみや憎しみを背負ったまま迫と共に生きていくので、迫には勝手に死んで終わりにして欲しくない」という思いと共に暮らしていくことにした。
笹野が殺した中学生の両親
笹野の息子が自殺した直後は自分たちの息子がいじめをしていたことを否定していたが、息子が殺された後、それぞれのいじめの加害者の家の中で遺品整理をしている時、『笹野の息子をいじめていたことは、永遠に三人だけの秘密にすること』という旨の血判状を見つけ、認識を改めたらしく、毎年笹野の息子の命日に墓参りをするようになった。それを笹野に頼まれて初めて墓参りに来た若林に目撃される。若林が事情を尋ねると、自分たちの息子のせいで笹野の息子が自殺したことについて親として申し訳なく思っているのでこうして命日に墓参りに来ていることを説明。ただし息子を殺された憎しみは消えないため、毎年墓参りに来ていることを笹野本人には絶対知られたくないと、若林に口止めをする。
夏目七生・関善之・星野ゆきお
いずれも、登山が趣味であったが、青山・大木に殺害された。彼らを殺害し、保険金が下りるためにデザイン事務所を立て直していったが、星野のジャケットから青山の掌紋が検出されたために逮捕に至った。
杉浦公子・佐々木隆・田宮良紀
いずれも粂野の幼馴染み。粂野は杉浦に一方的に好意を寄せていたが、杉浦が粂野よりもスペックの良い佐々木と一緒になると告白した直後に撲殺された。その様子を目撃していた田宮も、最初は「二人だけの秘密」と隠すことを誓うが、ほどなくして粂野に呼び出され、そのまま絞殺された。そしてそのことを知らない田宮の母は、「息子は勤め先のセメント工場で事故に巻き込まれた。遺体がコンクリートに埋まっているかも」と考え、日本各地のコンクリート建造物に花を手向けている。
鶯谷運送社長・社員3人
社長は貴子を自分のものにするために合理化を口実にして山本と深堀をリストラした後、貴子が山本と別れ自分と交際しようと思っていたが、いつのまにか山本の子供(及川)を妊娠していて、それに逆上し貴子に暴力や猥褻などの行為をする。貴子に「別れないと殺される」と言わせる為に山本の家に電話をかけたが、その時に貴子が助けを求める声が届き、山本と深堀が駆けつけた。その際に深堀が応戦していた社員3人を殺害し、それに激昂した社長が灰皿で深堀を撲殺しようとし、止めようとした山本に包丁で刺され死亡した。
荒木に殺害された12人
玉良塚村事件で松永泰次を含む家族4人を殺害（これは死刑が確定してから及川によって明らかになった）。二回目の事件では、葬儀関係者を名乗る荒木に差し出された青酸カリ入りの牛乳を飲んで葬儀を見守っていた5人が犠牲に、三回目の事件では、不動産屋を名乗る荒木に差し出された青酸カリ入りの牛乳を飲んで3人が犠牲になった。
勇人
淀野敏彦の息子であることから、名字は淀野であると考えられる。父親が人殺し（冤罪）であると決めつけられ、暴行を受けており、竹の花園に入所している。自殺（未遂に終わる）をしようとするまで追い込まれていた。

### その他
村雨弁護士
渡瀬と田尻の担当弁護人。「田尻を野放しにした自分のせいで平成の仇討ち殺人事件が起こってしまった」という自責の念から渡瀬の弁護人になるが、渡瀬に貶められるために利用されていた。
楠見佳子
小春の勤めている児童養護施設「竹の花園」の園長。
川井順平
原作のみの登場。元刑務官。若林の後輩。伊勢志摩に両親と共に住んでいる。幾度もの死刑執行に立ち会ったことで精神を病み退職。それは50歳にして及川を山本憲人と間違える程。性格が及川と似て繊細。若林は「川井のようになりたくなかったらもう（刑務官を）やめることや」というが、及川は刑務官をやめないことを決意する。
東條松之助
赤石の小6当時の恩師。落とした財布を赤石が拾ってくれ感激する。赤石の逮捕後も「赤石が人殺しなんかできるわけない」という手紙を赤石に送って元気づけたり、無罪を勝ち取るために奔走したりしていたが、赤石の無罪判決の前に死去。
東條隆
東條松之助の息子であり、松之助の遺志を継ぎ赤石を支援する小学校教師。松之助の死後、赤石の支援活動を続けた結果、赤石がパチンコ店で怪我したところを目撃した人物を見つけ出し、必死の思いでその人物を説得して証人として裁判に出廷させ、赤石の無罪を勝ち取ることに成功した。赤石の釈放の際は、拘置所の前まで迎えに来ていた。松之助に顔が似ている。
深堀の両親と兄
原作のみの登場。深堀の回想に登場し、登場時点で既に故人。父親は建設労働者であったが、昭和30年代のデフレの影響で失業してしまっている。生活費欲しさに山本家の親戚である中国地方在住の農家が行なっているウラン鉱石探しの仕事に家族総出で赴くが、山道を歩いている際に足場が崩れて家族諸共転落死してしまう。ただ一人残されてしまった深堀は、自分達の不注意で家族を失ってしまった後悔と罪悪感から生への執着心を抱くようになる。
山本の両親
原作のみの登場。
市村百合
深堀と船木の一人娘。既婚。及川に説得され、深堀の死刑前日に面会へ行く（百合は深堀の処刑日を知らない）。
キング・オタヤン・カメ
原作のみの登場。
キングは熊井の可愛がっている雀の名前であり、オタヤンは深堀の可愛がっている猫の名前。餌をやったり（といっても菓子パン程度）、キングがオタヤンに連れ去られたときも熊井が「キングを助けてくれ」と叫んだりする描写がある。
そもそも拘置所や刑務所では衛生上の問題から動物への餌やりは禁止されているところが多いが、なにわ拘置所では死刑囚舎房のみ大目に見られているとか。
カメは拘置所内の沼地に生息しており、里中が大切にしている。
ムッチュゴロウ・ピーコ
本編とはほぼ無関係。作者郷田の創作と考えられるキャラクター。話の間やあとがきの前に漫画として登場する。その他、郷田の関係者のストーリーが挿入されることもある。

## 刊行情報
単行本は全7巻（双葉社発行）。2004年から2007にかけて発行された。
2010年に番外編が発行された。
上記2つ8刊はデザインが2種類ある。
2020年に「モリのアサガオ2」が配信限定で発表された。

## テレビドラマ
テレビ東京系列で2010年10月18日から12月20日まで毎週月曜日22:00 - 22:54（JST）に放送された日本のテレビドラマ。主演は伊藤淳史。
月曜10時枠に新設した連続ドラマの第1回作品。
ドラマに先駆けて、2010年10月11日の22:00 - 22:54には『実録 死刑囚と刑務官〜死刑執行・最期の5日間〜』が刑務監修を担当している坂本敏夫の解説のもと（再現ドラマでは当時の坂本刑務官役に小籔千豊、死刑囚役にダンカン）放送された。
キャッチコピーは「親友ができました。死刑囚です。」。
原作の第一巻第一話と同じく第1話では最終話の渡瀬満の死刑執行の一部のシーンが使用されている。
原作では関西が舞台になっているが、ドラマでは東京西拘置所（実在しない。八王子付近の設定）となった。なお、門や煉瓦塀として撮影されている場所は前橋刑務所である。
民放キー局のプライムタイムで初めて製作委員会方式で製作されたドラマでもある。
制作局のテレビ東京では2013年7月3日から9月4日まで、毎週水曜日の27:05（『ドラマシリーズ』枠）から再放送された。なお再放送中に原作者郷田の不祥事が発覚したが、打ち切られる事無くそのまま放送が続けられた。

### キャスト

#### 主要人物
- 及川直樹 看守 - 伊藤淳史（少年期：北藤遼）
- 沢崎麻美 - 香椎由宇
- 吉岡小春 - 谷村美月（少女期：小西風優）
- 藤間貴子 - 相築あきこ

#### 東京西拘置所処遇部
- 若林勇三 看守長 - 塩見三省
- 谷崎俊幸 副看守長 - ベンガル
- 望月加奈 看守 - 木南晴夏
- 里中和明 看守部長 - 戸田昌宏
- 後藤了 主任看守 - 前川泰之
- 鈴木刑務官- 須田邦裕
- 田中刑務官 - 池口十兵衛
- 吉田刑務官 - 岡田卓也
- 拘置所・所長 - なべおさみ（第5話・第8話のみ）

#### 及川家
- 及川佐和子 - 市毛良枝
- 及川正道 - 大杉漣

#### 死刑囚・関係者など
- 渡瀬満 - ARATA（少年期：長谷川遼）
- 深堀圭造 - 柄本明
- 世古利一 - 温水洋一
- 香西忠伸 - 中村獅童（特別出演、第1話）
- 香西の被害者の母 - りりィ（第1話）
- 渡瀬の両親（当時） - 鳴海剛、白須慶子（第1話・最終話）
- 石峰明 - 六平直政（第1話 - 第2話）
- 星山克博 - 大倉孝二（第1話 - 第4話）
- 田尻勝男 - 斎藤歩（第1話 - ）
- 楠見佳子 - 根岸季衣（第2話・第4話）
- 倉持多恵子 - 中村ゆり（第2話）
- 笹野武 - 平田満（第3話）
- 友也の母・よしみ - 濱田マリ（第3話）
- 友也の父・浩二 - おかやまはじめ（第3話）
- 前園有歌 - 内村つぐみ(第3話）
- 前園徳子 - 今井和子（第3話）
- 村雨弁護士 - 谷川昭一朗（第3話 - 第4話）
- 迫仁志 - 津田寛治（第4話 - 第5話・第8話）
- 西田夕子 - 釈由美子（第4話 - 第5話）
- 夕子の同級生の山下-中島広稀（第4話）
- 福田真也 - 今井悠貴（第4話 - 第5話）
- 福田健吾 - 田口浩正（第5話）
- 福田の妻 - 岩橋道子（第5話）
- 赤石英一郎 - 石橋凌（第6話）
- 桑野刑事 - ヤブキレン（第6話）
- 東條隆 - 田中実（第6話）
- 赤石に無罪を言い渡す裁判長 - 志賀廣太郎（第6話）
- 拘置所・処遇部長 矯正長 - 大河内浩（第7話）
- 山本憲人 - 眞島秀和（第7話・第8話）
- 吉川美代子 - 松田沙紀（第7話）
- 運送会社社長 - 日野陽仁（第7話）
- 舟木和子 - 岡本麗（第7話 - 8話）
- 市村百合 - 西山繭子（第8話）
- 渡瀬を治療した拘置所の医務官- 金山一彦（第9話）
- 田尻達男 - 井坂俊哉（第9話 - 最終話）

### スタッフ
- 製作 - 「モリのアサガオ」製作委員会
- 制作 - テレビ東京、テレパック
- 脚本 - 羽原大介、旺季志ずか、田子明弘
- 監督 - 佐々木章光（テレパック）、古厩智之、村上牧人（テレパック）、山内宗信
- 音楽 - 渡辺俊幸

〈制作スタッフ〉
- 企画協力 - フリーウィル・エンタテインメント
- チーフプロデューサー -  岡部紳二（テレビ東京）
- プロデューサー - 中川順平・森田昇（テレビ東京）、黒沢淳（テレパック）
- アソシエイトプロデューサー - 牧村正嗣、国部有紀
- アシスタントプロデューサー - 露木友規枝 （テレビ東京）、荻原達、浅野ひとみ、松島瑠璃子
- 助監督 - 東田陽介、河原瑶、徳弘新吾、諸正義彦
- スケジューラー - 野間詳令
- 制作担当 - 佐藤大樹
- 制作主任 - 青木智紀
- 制作進行 - 嶋田一生、安武祐輔
- 記録 - 森本順子、江口由紀子、村上律子
- 脚本アシスタント - 入江わかば
- 編成 - 走尾奈美絵 （テレビ東京）
- 番組宣伝 - 石井真知子 （テレビ東京）
- ライツ事業 - 森田倫代・日暮奈々美・波戸ゆかり （テレビ東京）
- ホームページ - 森岡真悟 （テレビ東京）、細谷剛、鈴木智子、林正樹
- モバイル - 久保聡司、奥山史歩
- 音楽協力 - 北島英光・佐々木洋・荘保陽子・長沼将樹（テレビ東京ミュージック）
- 番組デスク - 矢部歩 （テレビ東京）
- 技斗 - 高瀬将嗣
- 操演 - 羽鳥博幸
- CG - ゼニス（長嶺正俊、西原輝）
- 刑務監修 - 坂本敏夫
- 法律監修 - 池田計彦
- 医療監修 - 山本昌督
- 野球監修 - 澤井芳信
- スチール - 栗林伸幸
- 台本印刷 - 樋下田健一
- 車輌 - 薩見桂

〈撮影スタッフ〉
- 技術協力 - フォーチュン
- 照明協力 - Kカンパニー
- 編集・MA - ビデオスタッフ
- 撮影 - 岡崎真一、池内義浩、福留知穂
- VE - 塩津亮児
- 撮影助手 - 濱野良太、高橋航大
- 照明 - 長谷川誠、東海林毅、大場智史、金原聖
- 音声 - 吉田隆
- 音声助手 - 谷山一也、高橋俊
- オフライン編集 - 涌井真史、木谷瑞
- ライン編集 - 小林一雅、大城祥子
- MA - 下田弘司、猪狩菜那
- 選曲 - 辻田昇司（アウルサウンドワークス）
- 効果 - 大貫悦男
- 技術デスク - 星宏美
- ポスプロデスク - 関みゆき
- ポスプロ営業 - 島方春樹

〈美術スタッフ〉
- 美術協力 - フジアール
- 美術プロデューサー - 津留啓亮
- デザイン - 竹中健
- 美術進行 - 尾関広臣
- 大装具製作 - 佐藤信秀、内海靖之
- 大道具操作 - 岩野健一
- 装飾 - 高島寿生
- 持道具 - 伊藤隼定
- アクリル装飾 - 中村哲治
- 衣裳 - 乙坂知子、橋本あやこ
- スタイリスト - 関志保美、松本理奈
- メイク - 市川温子、石川尋美

### 楽曲
- オープニングテーマ - NIKIIE「幻想フォルム」（コロムビアミュージックエンタテインメント）
- エンディングテーマ - 椿屋四重奏「マテリアル」（ワーナーミュージック・ジャパン）

### 放送日程
| 各話                                                      | 放送日         | サブタイトル                       | 脚本                | 演出       | 視聴率 |
| --------------------------------------------------------- | -------------- | ---------------------------------- | ------------------- | ---------- | ------ |
| 第1話                                                     | 2010年10月18日 | 新人刑務官と死刑囚心動かす“絆”物語 | 羽原大介            | 佐々木章光 | 5.8%   |
| 第2話                                                     | 2010年10月25日 | 死刑執行命令                       | 羽原大介            | 佐々木章光 | 3.8%   |
| 第3話                                                     | 2010年11月01日 | 死刑囚へ贈る花                     | 旺季志ずか          | 村上牧人   | 4.6%   |
| 第4話                                                     | 2010年11月08日 | 獄中結婚の花嫁                     | 羽原大介            | 村上牧人   | 4.3%   |
| 第5話                                                     | 2010年11月15日 | 極刑反対の遺族!?                   | 旺季志ずか          | 古厩智之   | 4.1%   |
| 第6話                                                     | 2010年11月22日 | 冤罪33年の白髪男                   | 羽原大介            | 山内宗信   | 3.2%   |
| 第7話                                                     | 2010年11月29日 | 新人刑務官の父は死刑囚!!           | 羽原大介            | 山内宗信   | 2.2%   |
| 第8話                                                     | 2010年12月06日 | 最期の面会の奇跡                   | 旺季志ずか          | 古厩智之   | 3.0%   |
| 第9話                                                     | 2010年12月13日 | 最終章へ! 魂の叫び兄妹の秘密       | 田子明弘 旺季志ずか | 佐々木章光 | 2.2%   |
| 最終話                                                    | 2010年12月20日 | たった一人の親友へ最後の…          | 旺季志ずか          | 佐々木章光 | 2.9%   |
| 平均視聴率 3.6%（視聴率は関東地区・ビデオリサーチ社調べ） |                |                                    |                     |            |        |

| テレビ東京 月曜10時枠の連続ドラマ                                                       | テレビ東京 月曜10時枠の連続ドラマ                                               | テレビ東京 月曜10時枠の連続ドラマ      |
| 前番組                                                                                  | 番組名                                                                          | 次番組                                 |
| --------------------------------------------------------------------------------------- | ------------------------------------------------------------------------------- | -------------------------------------- |
| （枠設立前）                                                                            | モリのアサガオ 新人刑務官と或る死刑囚「絆」の物語 （2010年10月18日 - 12月20日） | 最上の命医 （2011年1月10日 - 3月14日） |
| テレビ東京系列 月曜22時台                                                               |                                                                                 |                                        |
| 日経スペシャル カンブリア宮殿 〜村上龍の経済トークライブ〜 【木曜22時台に移動して継続】 | モリのアサガオ 新人刑務官と或る死刑囚「絆」の物語 【ここからドラマ枠】          | 最上の命医                             |

## 舞台
舞台「モリのアサガオ」が、プロジェクト ドーンの企画・製作で2015年10月20日から25日まで中目黒キンケロ・シアターで上演。

### キャスト（舞台）
- 及川直樹 - 前内孝文
- 渡瀬満 - 南羽翔平 / 吉田龍河（渡瀬満の少年時代）
- 望月加奈 - 今出舞、山田恵里伽　※Wキャスト
- 若林勇三 - 右近良之
- 瀬古利一 - 裕樹
- 里中和明 - 古賀司照
- 香西忠伸 - 兒玉宣勝
- 寺島百合 - 杏さゆり
- 吉岡小春 - 望月瑠菜
- 田尻勝男 - 堀内英二
- 石嶺明役 - 三原有人
- 村雨久郎 - たむらがはく
- 後藤了 - 高林昌伸
- 深堀圭三 - 三田村賢二

### スタッフ（舞台）
- 原作：郷田マモラ『モリのアサガオ』
- 脚本・演出：田中大祐
- 舞台監督・美術：門馬雄太郎
- 照明：赤田智宏・尾崎純子
- 音響：田中亮大・栗原カオス
- 演出助手：高林昌伸
- 衣装：阿部美千代
- スチール：かしわだにたかし
- ヘアメイク：佐藤和佳・緒方加代子
- 宣伝美術：羽尾万里子
- 票券：後藤由香理
- 制作：新井真理子・小杉香穂里
- プロデュース：松本光司・田中清孝
- 企画・製作：プロジェクト ドーン